# لیده
لیده (به لاتین: Lejdy) یک روستا در لهستان است که در گمینا بارتوشتسه واقع شده‌است.